# United Jersey Bank Classic 1984
United Jersey Bank Classic 1984 — жіночий тенісний турнір, що проходив на відкритих кортах з твердим покриттям у Маві (США). Належав до Світової чемпіонської серії Вірджинії Слімс 1984. Тривав з 13 до 19 серпня 1984 року. Перша сіяна Мартіна Навратілова здобула титул в одиночному розряді.

## Фінальна частина

### Одиночний розряд
Мартіна Навратілова —  Пем Шрайвер 6–4, 4–6, 7–5
- Для Навратілової це був 9-й титул в одиночному розряді за сезон і 95-й — за кар'єру.

### Парний розряд
Мартіна Навратілова /  Пем Шрайвер —  Джо Дьюрі /  Енн Кійомура 7–6, 3–6, 6–2
- Для Навратілової це був 15-й титул за сезон і 194-й — за кар'єру. Для Шрайвер це був 10-й титул за сезон і 58-й — за кар'єру.